# جواو مارينيو نيتو
جواو مارينيو نيتو (من مواليد 5 أكتوبر 1912) هو أكبر معمر برازيلي يبلغ من العمر 112 سنوات و168 أيام عامًا. أصبح أكبر رجل حي تم التحقق من صحته في العالم منذ وفاة جون تينيسوود من المملكة المتحدة في 25 نوفمبر 2024.

## سيرة
ولد جواو مارينيو نيتو في مارانجوابي، سيارا، في 5 أكتوبر 1912 لعائلة بسيطة تعمل في الزراعة، وانتقل في طفولته مع عائلته إلى بلدة أبوياريس حيث استقروا. بدأ حياته المهنية في الزراعة، وهو المجال الذي استمر فيه معظم حياته.
تزوج جواو مارينيو نيتو من جوزيفا ألبانو دوس سانتوس (1920-1994)، وأنجبا أربعة أطفال: أنطونيو، خوسيه، فاطمة، وفاندا (التي توفيت لاحقًا). بعد وفاة زوجته، استمر نيتو في إدارة مزرعة ورثتها زوجته، الواقعة في فازيندا ماسابي. في مراحل لاحقة من حياته، أصبح أبًا لثلاثة أطفال آخرين، فينيسيوس، وجارباس، وكونسيساو، من شريكة حياته الثانية، أنطونيا رودريغيز مورا.

## سر طول العمر
على الرغم من أن سر طول عمره قد يكون مرتبطًا بعوامل جينية ونمط حياة صحي، إلا أن مارينيو نيتو ينسبه أيضًا إلى بساطة حياته، التي تشمل العمل في الزراعة، وتناول الطعام الطبيعي، والمحافظة على علاقاته العائلية القوية.بفضل عمره المديد، يُعتبر جواو مارينيو نيتو مصدر إلهام في مجتمعه ومثالًا حيًا على التقدم في السن بكرامة وصحة.